# Vitrivka
Vitrivka (en (ucraïnès): Вітрівка) és un poble de la República Autònoma de Crimea a Ucraïna, que el 2014 tenia 27 habitants. Pertany al districte rural de Saki. Fins al 1948 la vila es deia Boz-Oglu-Gross.